# Av. 68 - Av. Esperanza (estación)
La estación sencilla Av. Esperanza hará parte del sistema de transporte masivo de Bogotá, TransMilenio, inaugurado en el año 2000.

## Ubicación
La estación está ubicada específicamente sobre la Avenida Carrera 68 entre calle 22 y calle 24.
Atenderá la demanda de los barrios Ciudad Salitre, Salitre Oriental y sus alrededores. En las cercanías se encuentra la Imprenta Nacional de Colombia, la Clínica Universitaria Colombia y el centro comercial Plaza Claro.

## Origen del nombre
La estación no cuenta aún con un nombre oficial, sin embargo, provisionalmente y durante la etapa de construcción se le asigna un nombre provisional relacionado con la nomenclatura de las vías más cercanas o que servirán de acceso a la misma. Previo a la puesta en funcionamiento de la troncal, se realizó un proceso de selección del nombre con la comunidad para generar apropiación del sistema.

## Historia
En noviembre de 2018 se anunció el convenio de financiación entre el Gobierno Nacional y el Distrito que asegura los recursos para la construcción de las troncales de la avenida Ciudad de Cali y la avenida Congreso Eucarístico. En octubre de 2019 se inició el proceso de licitación para diseñar y construir esta troncal, y finalmente, el 23 de enero de 2020 se adjudicó la construcción de esta troncal. El acta de inicio fue firmada a finales de junio del mismo año.

## Servicios de la estación

### Esquema
| ← Norte  |               |               |           |
| Calle 24 | sin servicios | sin servicios | Calle 22A |
| Puente   | Vagón 2       | Vagón 1       | Puente    |
| Calle 24 | sin servicios | sin servicios | Calle 22A |
| Sur →    |               |               |           |

### Servicios urbanos
Así mismo funcionan las siguientes rutas urbanas del SITP en los costados externos a la estación, circulando por los carriles de tráfico mixto sobre la Avenida Carrera 68, con posibilidad de trasbordo usando la tarjeta TuLlave:
| Código | Sector              | Dirección     | Rutas                                             |
| ------ | ------------------- | ------------- | ------------------------------------------------- |
| 130A05 | K Imprenta Nacional | AK 68 - CL 24 | A319A410A427A538A606B303C137                      |
| 130B05 | K Imprenta Nacional | AK 68 - CL 24 | A518A611B904C122C404D630K317 576 661 C101 E44 T62 |
| 130C05 | K Imprenta Nacional | AK 68 - CL 24 | A305A306A503A610B326B916D607D800 291 Z8           |
| 130D05 | K Imprenta Nacional | AK 68 - CL 24 | C156D208 367 634 T40 Z4B                          |
| 065A06 | K Colsanitas        | AK 68 - CL 24 | G137H627H705K326K904 661 E44 T62                  |
| 065B06 | K Colsanitas        | AK 68 - CL 24 | G503H606H610H611H630K122L800 367 634 Z4B          |
| 065B06 | K Colsanitas        | AK 68 - CL 24 | F404G208G527H607K916 576 C101                     |
| 065B06 | K Colsanitas        | AK 68 - CL 24 | F427G156 SE6 T40                                  |

## Ubicación geográfica
| Noroeste: Fontibón   | Norte: K El Tiempo - Cámara de Comercio de Bogotá | Nordeste: N Calle 53       |
| Oeste: Fontibón      |                                                   | Este: K Salitre - El Greco |
| Suroeste: N Calle 19 | Sur: Teusaquillo                                  | Sureste: Teusaquillo       |